# Uzita
Uzita ou Uzitta est un site archéologique tunisien situé sur la côte de la Tunisie centrale, près de Bembla et Menzel Ennour. Le site qui porte le nom d'Henchir el-Makhrebba est bordé en outre par l'oued Mellah.

## Histoire

### Histoire antique

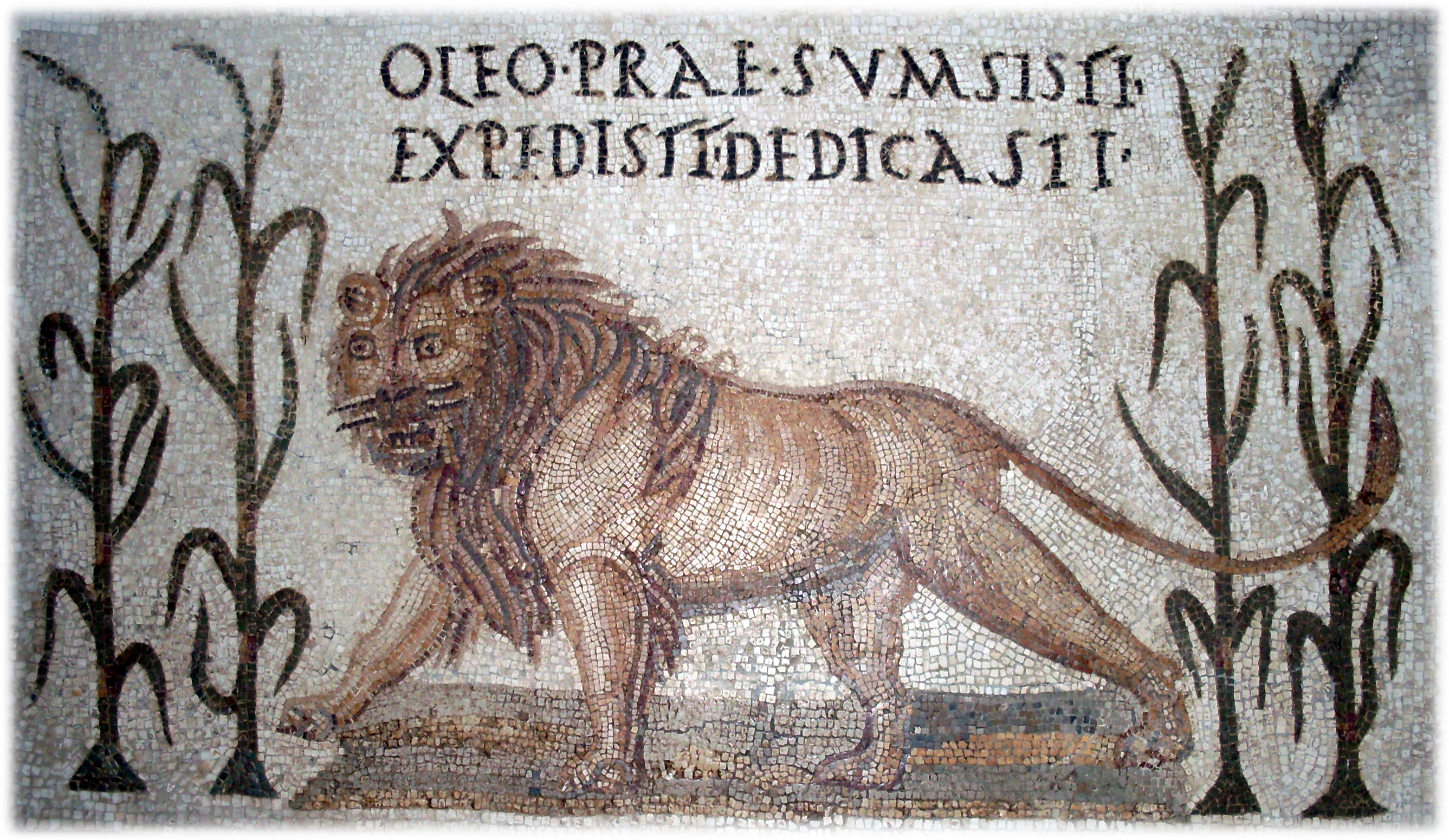
Mosaïque d'Uzita, lion encadré par quatre tiges de millet constituant l'emblème de la sodalité des Leontii, Maison du Lion, III.

L'occupation phénicienne du site a sans doute été précoce. Jules César prend la ville en 46 av. J.-C. Celle-ci connaît son apogée au IIe siècle.

### Exploration archéologique
Cette cité du Sahel est découverte dès la fin du XIXe siècle ; le site n'est toutefois fouillé que dans les années 1950 et livre alors des mosaïques. Une équipe franco-tunisienne y effectue des fouilles en 1961, une autre équipe néerlandaise fouillant la même zone en 1971-1972.

## Site
Les vestiges découverts lors des fouilles sont surtout romains, même s'il a pu être démontré que la cité est d'origine phénicienne, en particulier du fait de céramiques puniques datées d'avant le IVe siècle av. J.-C. :
- deux zones de sépultures au nord et à l'ouest ;
- rues pavées ;
- thermes romains ;
- rempart découvert en partie ;
- trois maisons à péristyle.

Les fouilles n'ont pas encore livré d'espaces civiques sur le site, cette méconnaissance étant liée à l'aspect très partiel des fouilles.